# エルドラド郡 (カリフォルニア州)
エルドラド郡（英: El Dorado County）は、アメリカ合衆国カリフォルニア州のゴールドカントリーにある郡である。シエラネヴァダ山脈の山嶺に位置している。人口は19万1185人（2020年）。郡庁所在地はプラサービルである。

## 歴史
1848年に金が発見され、「カリフォルニア・ゴールドラッシュ」の震源地となった。このためゴールドカントリーの中心と認識されている。
エルドラド郡は州となった1850年に設立された、カリフォルニア州にもっとも古くからある郡の1つである。この郡の区域の一部は1854年にアマドール郡へ及び1864年にアルパイン郡へ譲渡された。

## 地理
アメリカ合衆国統計局によると、この郡は総面積4,631 km2 (1,788 mi2) である。このうち4,431 km2 (1,711 mi2) が陸地で200 km2 (77 mi2) が水地域である。総面積の4.32%が水地域となっている。
標高は東に行くほど高くなり、最高地点は3,300メートルを超える。標高の高い東部にタホ湖が位置している。

## 人口動静
2000年国勢調査で、この郡は人口156,299人、58,939世帯、及び43,025家族が暮らしている。人口密度は35/km2 (91/mi2) である。16/km2 (42/mi2) の平均的な密度に71,278軒の住居が建っている。この郡の人種的構成は白人89.71%、アフリカン・アメリカン0.52%、先住民1.00%、アジア2.13%、太平洋諸島系0.13%、その他の人種3.55%、及び混血2.96%である。人口の9.32%がヒスパニックまたはラテン系である。
この郡内の住民は26.10%が18歳未満の未成年、18歳以上24歳以下が6.80%、25歳以上44歳以下が27.80%、45歳以上64歳以下が26.90%、及び65歳以上が12.40%にわたっている。中央値年齢は39歳である。女性100人ごとに対して男性は99.50人である。18歳以上の女性100人ごとに対して男性は97.30人である。
この郡の世帯ごとの平均的な収入は51,484米ドルであり、家族ごとの平均的な収入は60,250米ドルである。男性は46,373米ドルに対して女性は31,537米ドルの平均的な収入がある。この郡の一人当たりの収入 (per capita income) は25,560米ドルである。人口の7.10%及び家族の5.00%は貧困線以下である。全人口のうち18歳未満の7.60%及び65歳以上の5.00%は貧困線以下の生活を送っている。

## 都市及び町
市
- プラサービル（郡庁所在地）
- サウスレイクタホ

CDP
- キャメロンパーク
- エルドラドヒルズ
- ジョージタウン
- プレイスビル
- Pollock Pines
- Shingle Springs

この郡はw:Heavenly Ski Resort 及び w:Sierra At Tahoe Ski Resort への本拠地にもなっている。